# لين ياماموتو
لين ياماموتو (بالإنجليزية: Lynne Yamamoto)‏ هي فنانة أمريكية، ولدت في 1961.